# Career Opportunities
Pour l’article homonyme, voir Une place à prendre (film).
Pistes de The Clash
London's Burning
(8) Cheat
(10)
Career Opportunities est une chanson du groupe The Clash, enregistrée mars 1977 pour leur premier album, The Clash.

## Thème
La chanson est un pamphlet contre la situation politique et économique en Angleterre de l'époque, citant le manque d'offres d'emploi, particulièrement pour la jeunesse, et la monotonie et le peu d'attrait de ceux qui leur sont proposés. Spécifiquement, le texte s'attaque au service dans les forces de police et de l'armée, ajouté aux boulots qui sont souvent perçus comme étant ingrats tels que conducteur de bus ou contrôleur des billets, aussi bien que « faire le thé à la BBC » (« Make tea at the BBC »).
La phrase « I won't open letter bombs for you » est une référence à un ancien travail exercé par le guitariste Mick Jones, lequel ouvrait des lettres pour un département du gouvernement britannique afin de s'assurer qu'elles n'étaient pas piégées.

## Production
Le titre de la chanson a été trouvé par le bassiste Paul Simonon.
La chanson a été ré-enregistrée en tant que l'une des derniers titres de l'album expérimental Sandinista!, avec des pistes de chant par les très jeunes Luke et Ben Gallagher (les fils du joueur de clavier Mickey Gallagher) par-dessus une simple mélodie interprétée au synthétiseur.

## Reprise
La chanson en version live est présente sur Singles Collection, un album des Dropkick Murphys.
Elle a aussi été reprise par le groupe The Valkyrians dans leur album, Punkrocksteady.